# Eucalyptus patens
El árbol Eucalyptus patens conocido como yarri, blackbutt, blackbutt del río Swan y blackbutt de Australia Occidental, es una especie de eucalipto perteneciente a la familia de las mirtáceas.

## Descripción
Es similar al jarrah (Eucalyptus marginata) y se le encuentra usualmente en bosques de jarrah junto a este árbol.

## Distribución y hábitat
Es endémico del suroeste de Australia Occidental. 
Es una madera que se tala poco y debido a su predominio en los bosques primarios se le ha identificado como una madera que no debe ser utilizada a menos que se le salve
Es un árbol viable para cultivar – y varias publicaciones y sitios web tienen información clara de su cultivo bastante lejos de su hábitat natural

## Taxonomía
Eucalyptus patens fue descrita por William Faris Blakely y publicado en Flora Australiensis: a description . . . 3: 247. 1867.
Etimología
Eucalyptus: nombre genérico que proviene del griego antiguo: eû = "bien, justamente" y kalyptós = "cubierto, que recubre". En Eucalyptus L'Hér., los pétalos, soldados entre sí y a veces también con los sépalos, forman parte del opérculo, perfectamente ajustado al hipanto, que se desprende a la hora de la floración.
patens: epíteto latíno que significa "extendida".